# Elena Kagan
Elena Kagan (Nova Iorque, 28 de abril de 1960) é uma jurista e professora estadunidense, ex-advogada-geral dos Estados Unidos e, atualmente, juíza da Suprema Corte do país.

## Biografia
Nasceu e foi criada na cidade de Nova York. Depois de formar-se na Princeton University, na University of Oxford e na Harvard Law School, foi secretária de um juiz federal do Tribunal de Apelações e do juiz da Suprema Corte Thurgood Marshall. Começou a sua carreira como professora na Escola de Direito da Universidade de Chicago, onde saiu para servir como Conselheira Adjunta da Casa Branca e, mais tarde, como conselheira de políticas do presidente Bill Clinton. Após uma nomeação para o Tribunal de Apelações dos Estados Unidos para o Circuito de DC, que expirou sem ação, tornou-se professora na Escola de Direito de Harvard e mais tarde foi nomeada a sua primeira reitora.
Em 2009, tornou-se a primeira procuradora-geral mulher dos Estados Unidos. O presidente Barack Obama indicou-a para a Suprema Corte para preencher a vaga decorrente da aposentadoria iminente do juiz John Paul Stevens. O Senado dos Estados Unidos confirmou a sua nomeação numa votação de 63–37. É considerada parte da ala liberal da Corte, mas tende a ser uma das juízas mais moderadas desse grupo. Escreveu a opinião da maioria no caso Cooper v. Harris, um caso marcante que restringe os usos permitidos da raça na obtenção de distritos parlamentares.

### Infância e juventude
Nasceu a 28 de abril de 1960, em Manhattan, sendo a segunda de três filhos de Robert Kagan, um advogado, e Gloria (Gittelman) Kagan, que ensinava na Hunter College Elementary School. Ambos os pais eram filhos de imigrantes judeus e russos. Tem dois irmãos, Marc e Irving.
Kagan e a sua família moravam num apartamento no terceiro andar na West End Avenue com a 75th Street e frequentavam a Lincoln Square Synagogue. Era independente e obstinada na sua juventude e, de acordo com um ex-advogado do seu pai, entrou num confronto com seu rabino ortodoxo, Shlomo Riskin, sobre aspectos do seu Bar Mitzvá. "Ela tinha opiniões fortes sobre como deveria ser um Bar Mitzvá, o que não correspondia aos desejos do rabino", disse um colega do seu pai. Kagan e Riskin negociaram uma solução. Riskin nunca havia realizado o ritual Bar Mitzvá antes. Este foi realmente o primeiro. Kagan pediu para ler a Torá numa manhã de sábado como os meninos faziam, mas acabou lendo o Livro de Rute numa noite de sexta-feira. Agora pratica o judaísmo conservador.

A sua amiga de infância, Margaret Raymond, lembrou que ela era uma adolescente fumante, mas não festeira. Nas noites de sábado, elas estavam "mais aptos a sentar-se nos degraus do Metropolitan Museum of Art e conversar". Também adorava literatura e reler Pride and Prejudice de Jane Austen. No seu anuário da Hunter College High School de 1977, é retratada com uma túnica de juiz e segurando um martelo. Ao lado da foto está uma citação do ex-juiz da Suprema Corte Felix Frankfurter: "O próprio governo é uma arte, uma das artes mais sutis".